# Mabu'im
Mabu'im (hebrejsky מַבּוּעִים, v oficiálním přepisu do angličtiny Mabbu'im) je vesnice typu společná osada (jišuv kehilati) v Izraeli, v Jižním distriktu, v Oblastní radě Merchavim.

## Geografie
Leží v nadmořské výšce 176 metrů na severozápadním okraji pouště Negev; v oblasti která byla od 2. poloviny 20. století intenzivně zúrodňována a zavlažována a ztratila částečně charakter pouštní krajiny. Jde o zemědělsky obdělávaný pás navazující na pobřežní nížinu. Severozápadně od vesnice začíná vádí Nachal Šlachim.
Obec se nachází 22 kilometrů od břehu Středozemního moře, cca 71 kilometrů jihojihozápadně od centra Tel Avivu, cca 66 kilometrů jihozápadně od historického jádra Jeruzalému a 25 kilometrů severozápadně od města Beerševa. Nachází se nedaleko od severovýchodního okraje města Netivot. Mabu'im obývají Židé, přičemž osídlení v tomto regionu je etnicky převážně židovské.
Mabu'im je na dopravní síť napojen pomocí lokální silnice 293, ze které tu k severu odbočuje lokální silnice 2932.

## Dějiny
Mabu'im byl založen v roce 1958. Vznikl jako středisková obec pro okolní zemědělské vesnice. Je pojmenován podle biblického citátu z Knihy Izajáš 35,7: „Ze sálající stepi se stane jezero a z žíznivé země vodní zřídla. Na nivách šakalů bude odpočívat dobytek, tráva tam poroste jako rákosí a sítí.“
Místní ekonomika není založena na zemědělství. V obci je k dispozici obchod se smíšeným zbožím, synagoga, sportovní areály, plavecký bazén, zdravotní středisko, mateřská škola a základní škola a společenské centrum. Správní území vesnice měří 6 400 dunamů (6,4 kilometrů čtverečních).

## Demografie
Obyvatelstvo osady je sekulární. Podle údajů z roku 2014 tvořili naprostou většinu obyvatel v Mabu'im Židé (včetně statistické kategorie "ostatní", která zahrnuje nearabské obyvatele židovského původu ale bez formální příslušnosti k židovskému náboženství).
Jde o menší obec vesnického typu s dlouhodobě stagnující populací. K 31. prosinci 2014 zde žilo 1148 lidí. Během roku 2014 populace stoupla o 1,3 %.
| Rok            | 1961 | 1972 | 1983 | 1995 | 2001 | 2003 | 2004 | 2005 | 2006 | 2007 | 2008 | 2009 | 2010 | 2011 | 2012 | 2013 | 2014 |
| -------------- | ---- | ---- | ---- | ---- | ---- | ---- | ---- | ---- | ---- | ---- | ---- | ---- | ---- | ---- | ---- | ---- | ---- |
| Počet obyvatel | 112  | 164  | 254  | 1103 | 919  | 969  | 1012 | 1026 | 1078 | 1115 | 1165 | 1097 | 1096 | 1145 | 1153 | 1133 | 1148 |